# Tipula balloui
Tipula balloui är en tvåvingeart som beskrevs av Alexander 1938. Tipula balloui ingår i släktet Tipula och familjen storharkrankar.
Artens utbredningsområde är Costa Rica. Inga underarter finns listade i Catalogue of Life.